# Dimethyldicarbonat
Dimethyldicarbonat (DMDC) er en organisk forbindelse, med den kemiske formel C4H6O5. Det er en farveløs væske med en stærk lugt ved rumtemperatur. Det anvendes primært som konserveringsmiddel i drikkevarer, forarbejdningsstøtte og sterilisator, og fungerer ved at være inhibitor for enzymerne acetatkinase og glutaminsyredecarboxylase. Det er også blevet foreslået at DMDC hæmmer enzymerne alkoholdehydrogenase og glyceraldehyd-3-fosfat dehydrogenase ved at forårsage methoxycarbonylation af deres histidin-komponenter.